# Terapia de reabilitação vestibular
Terapia de reabilitação vestibular  ou reabilitação vestibular (RV) é o tratamento dos sintomas das labirintopatias, como a vertigem, desequilíbrio  cinetose e labirintite. Ele é feito através de exercícios para estimulação do sistema vestibular. A introdução dos exercícios como modalidade terapêutica foi idealizada da década de 40 por Cawthorne (1944) e Cooksey (1946) e os profissionais responsáveis pelo tratamento são Fisioterapeutas e Fonoaudiólogos.

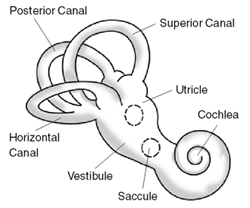
O aparato vestibular, no ouvido interno, está envolvido no controle do equilíbrio corporal.

É uma das principais formas de tratamento da Labirintite e quando realizada adequadamente e com acompanhamento fisioterapeuta especializado, é uma maneira altamente eficaz de reduzir ou eliminar substancialmente a tontura residual da labirintite. Os tratamentos típicos incluem movimentos da cabeça e dos olhos, exercícios de estabilidade do olhar, exercícios de habituação, reciclagem funcional, alterações posturais e exercícios de caminhada, podendo ser combinados com remédios e alteração na alimentação.
Esses exercícios funcionam desafiando o sistema vestibular e a principal função por trás da repetição de uma combinação de movimentos da cabeça e dos olhos, alterações posturais e caminhada é que, através dessa repetição, alterações compensatórias pelas disfunções decorrentes das estruturas vestibulares periféricas podem ser promovidas no sistema vestibular central (tronco cerebral e cerebelo). A Vestibular Rehabilitation Therapy (VRT) funciona fazendo com que o cérebro use mecanismos neurais já existentes para adaptação, neuroplasticidade e compensação.
Ela vale-se de aspectos neurossensoriais e se baseia em exercícios físicos específicos e repetitivos que visam ativar os mecanismos de plasticidade neural do sistema nervoso central, buscando a compensação vestibular. A reabilitação serve para substituir ou alterar a função vestibular, melhora a estabilidade da marcha, melhora os sintomas desencadeantes pelo movimento, corrige dependências exageradas do sistema visual e somatossensorial, facilita o retorno normal das atividades de vida diária e melhora a condição neuromuscular.
É um dos métodos de tratamento otoneurológico com grande aceitação na literatura internacional, com resultados favoráveis evidenciados em inúmeras pesquisas.

### Compensação Vestibular
É o processo pelo qual o sistema nervoso central gradualmente se adapta à perda de uma entrada sensorial do sistema vestibular periférico. A compensação vestibular acontece em diferentes movimentos, como estático e dinâmico.  São necessário  três mecanismos centrais de neuroplasticidade: adaptação, habituação e substituição.
Adaptação: é capacidade na regulação das atividades neuronais do reflexo vestíbulo ocular (RVO). Esse mecanismo aumento o ganho do RVO para ajudar na estabilização do olhar durante movimentos da cabeça.
Habituação: é a redução progressiva de uma resposta devido à repetição contínua do mesmo estímulo, até que a resposta desapareça . 
Substituição: é a capacidade de respostas de diferentes mecanismos iniciados pelo SNC, nos comandos sensorial, comportamental e cognitivo. Relaciona-se com a mudança das entradas proprioceptivas e visuais aplicada ao equilíbrio corporal.
A compensação estática ocorre de forma espontânea em um tempo curto , e depende da espécie animal, nós humanos pode levar alguns meses. Já as alterações relacionadas aos movimentos dinâmicos permanecem pouco compensados e demanda um período mais longo. Infelizmente, em muitos casos o RVO  não se recupera de forma natural. Diante disso, a RV é um recurso  com foco de otimizar a compensação vestibular, e os objetivos são: aumentar a estabilização do olhar e da estabilidade corporal, melhorar a sensação de vertigem e tontura e ajudar nas atividades de vida diárias. 
Quais são os exercícios realizado na reabilitação vestibular? Primeiramente, é importante conhecer o paciente e verificar quais as principais queixas, dar orientações em relação a saúde geral e a importância de evitar risco de queda, principalmente na população idoso. Podem ser integrados técnicas simples para reduzir a tensão na região cervical, técnicas de dupla tarefa cognitiva e comportamental e exercícios de respiração, cada profissional pode elabora uma plano de terapia vestibular individual. 

Os movimentos cefálicos devem ser introduzido para induzir a adaptação vestibular ( manter o olhar fixo em um ponto e movimentar a cabeça para direita e esquerda). O objetivo dos exercícios  para RV é o fortalecimento de forma completa como flexibilidade, movimentos oculares voluntários ( sacadas) e fixação  ( olhar fixo em um ponto), movimentos estáticos de dinâmicos com o corpo.   